# Miho Karasawa
Miho Karasawa (唐沢 美帆, Karasawa Miho, nascido em 15 de julho de 1983) é uma cantora, atriz e letrista japonesa de Tóquio que trabalhou com a Horipro e, posteriormente, com a Lantis. Desde 2014, ela usa o nome artístico TRUE. Ela cantou músicas-tema para obras como Violet Evergarden, Buddy Complex, Suisei no Gargantia, Junketsu no Maria, e Hibike! Euphonium, entre outras. Karasawa estreou em 2000 com o lançamento da música "Anytime, Anywhere".
Karasawa também trabalha como atriz em teatro e para a TV. A artista também já escreveu centenas de canções e já se apresentou nos Estados Unidos.
Em 2020, precisou cancelar shows devido à pandemia de COVID-19. Ela, então, decidiu fazer um show especial ao vivo pela internet.